# ピアノ三重奏曲 (チャイコフスキー)
チャイコフスキーのピアノ三重奏曲イ短調作品50は、1881年から1882年にかけて作曲された。旧友ニコライ・ルビンシテインへの追悼音楽であるため、全般的に悲痛で荘重な調子が支配的である。作品に付された献辞にちなんで『偉大な芸術家の思い出に』（いだいなげいじゅつかのおもいでに）という副題ないしは通称で知られている。楽器編成は、ピアノ、ヴァイオリン、チェロ。
本作品、とりわけ第2楽章は、ピアノに高度な演奏技巧が要求され、ピアノを用いるあらゆるチャイコフスキー作品のなかで、おそらく最も演奏が至難である。50分近い演奏時間にもかかわらず、息を呑むような抒情美や、壮大かつ決然たる終曲によって、今なお人気が高い。

## 楽章構成
次のように、表向き2つの楽章で構成されているが、第2楽章の最終変奏が長大なため、その部分が実質的な終楽章の役割を果たしている。
I. 悲歌的小品（伊語：Pezzo Elegiaco） (Moderato assai - Allegro Giusto) （イ短調）（約18分）
II. (A) 主題と変奏（伊語：Tema Con Variazoni）（ホ長調） - (B) 最終変奏とコーダ（伊語：Variazioni Finale e coda）（イ長調～イ短調） （(A)約15分+(B)約14分=約29分）
第2楽章の内部構成は次のとおり。
主題　-
第2変奏: Più mosso -
第3変奏: Allegro moderato -
第4変奏: L'istesso tempo (Allegro moderato) -
第5変奏: L'istesso tempo -
第6変奏: Tempo di Valse -
第7変奏: Allegro Moderato -
第8変奏: Fuga (Allegro moderato) -
第9変奏: Andante fieble, ma non tanto -
第10変奏: Tempo di Mazurka -
第11変奏: Moderato -
最終変奏: Allegretto risoluto e con fuoco -
コーダ: Andante con moto - Lugubre

## 楽曲構成
ほの暗く情熱的な第1楽章「悲歌的小品」は、伝統的なソナタ形式によって構成されている。チェロ独奏のロマンティックで美しい旋律に始まるが、これは最終的に、葬送行進曲となって戻ってくる。第2楽章は、変奏曲を用いる発想や主題の性格において、ロマンティックというより古典的である。擬古的な変奏曲は、「ロココの主題による変奏曲」とのつながりを感じさせるが、本作の第2楽章そのものは、むしろ古典主義者だったニコライ・ルビンシテインの音楽的趣味を暗示しているのだろう。最終変奏では、だんだんと陶酔の高みを上り詰めていくが、不意の転調によって出し抜けに短調に転じると、第1楽章の開始主題が重々しく再登場し、作品全体がもういちど葬送行進曲によって締め括られる。